# Округ Лихај (Пенсилванија)
Лихај (енгл. Lehigh County) је округ у америчкој савезној држави Пенсилванија.

## Демографија
По попису из 2010. године број становника је 349.497, што је 37.407 (12,0%) становника више него 2000. године.
| Група             | 2000.           | 2010.           |
| Белци             | 259.811 (83,2%) | 250.245 (71,6%) |
| Афроамериканци    | 11.097 (3,6%)   | 21.440 (6,1%)   |
| Азијати           | 6.552 (2,1%)    | 10.247 (2,9%)   |
| Хиспаноамериканци | 31.881 (10,2%)  | 65.615 (18,8%)  |
| Укупно            | 312.090         | 349.497         |